# Stora Kalvgölen
Stora Kalvgölen är en sjö i Nybro kommun i Småland och ingår i Snärjebäckens huvudavrinningsområde. Sjöns area är 0,023 kvadratkilometer och den befinner sig 128 meter över havet.